# Eilema unipuncta
Eilema unipuncta là một loài bướm đêm thuộc phân họ Arctiinae, họ Erebidae.